# Тройная корона актёрского мастерства
Тройная корона актёрского мастерства (англ. Triple Crown of Acting) — термин, используемый в американской индустрии развлечений для описания актёров, получивших конкурсные премии «Оскар», «Эмми» и «Тони» в актёрских категориях — высшие награды, признанные в американском кино, на телевидении и в театре соответственно.
По состоянию на 2022 год только 24 человека — 15 женщин и 9 мужчин — получили Тройную корону. Первой актрисой, удостоенной всех трёх наград, стала Хелен Хейс в 1953 году. Ныне живущими лауреатами Тройной короны актёрского мастерства являются: Рита Морено, Джереми Айронс, Ванесса Редгрейв, Хелен Миррен, Аль Пачино, Фрэнсис Макдорманд, Джессика Лэнг, Джеффри Раш, Эллен Берстин и Виола Дэвис.

## Лауреаты Тройной короны

### Хелен Хейс
Хелен Хейс стана первым человеком, выигравшим все награды Тройной короны, что произошло в 1953 году. Хейс получила 9 номинаций на премию Эмми (1 победа), 3 номинации на премию Тони (2 победы) и 2 номинации на премию Оскар (2 победы), в общей сложности 5 побед из 14 номинаций. В 1977 году она также выиграла премию Грэмми, что сделало её одним из лауреатов ЭГОТ; только Рита Морено и Виола Дэвис также достигли Тройную корону и ЭГОТ впоследствии.
- 1932: премия Оскар за лучшую женскую роль — «Грех Мадлен Клоде»
- 1947: премия Тони за лучшую женскую роль в пьесе — «С Днём Рождения»
- 1953: прайм-тайм премия «Эмми» за лучшую женскую роль
- 1958: премия Тони за лучшую женскую роль в пьесе — «Время вспоминать»
- 1970: премия Оскар за лучшую женскую роль второго плана — «Аэропорт»

### Томас Митчелл
Томас Митчелл завершил Тройную корону в 1953 году, через три месяца после Хейс. Он получил 3 номинации на премию Эмми (1 победа), 2 номинации на Оскар (1 победа) и 1 номинацию на Тони (1 победа), в общей сложности 3 победы из 6 номинаций.
- 1939: премия Оскар за лучшую мужскую роль второго плана — «Дилижанс»
- 1953: прайм-тайм премия «Эмми» за лучшую мужскую роль
- 1953: премия Тони за лучшую мужскую роль в мюзикле — «Хейзел Флэгг»

### Ингрид Бергман
Ингрид Бергман завершила Тройную корону в 1960 году. Она получила 3 номинации на премию Эмми (2 победы), 7 номинаций на Оскар (3 победы) и 1 номинацию на Тони (1 победа), в общей сложности 6 победы из 11 номинаций.
- 1944: премия Оскар за лучшую женскую роль — «Газовый свет»
- 1947: премия Тони за лучшую женскую роль в пьесе — «Жанна Лотарингская»
- 1957: премия Оскар за лучшую женскую роль — «Анастасия»
- 1960: премия «Эмми» за лучшую женскую роль в мини-сериале или фильме — «Время звёзд»
- 1974: премия Оскар за лучшую женскую роль второго плана — «Убийство в Восточном экспрессе»
- 1982: премия «Эмми» за лучшую женскую роль в мини-сериале или фильме — «Женщина по имени Голда»

### Ширли Бут
Ширли Бут завершила Тройную корону в 1962 году. Она получила 4 номинации на премию Эмми (2 победы), 1 номинацию на Оскар (1 победа) и 3 номинации на Тони (3 победы), в общей сложности 6 победы из 8 номинаций.
- 1949: премия Тони за лучшую женскую роль второго плана в пьесе — «Прощай, моя причуда»
- 1950: премия Тони за лучшую женскую роль в пьесе — «Вернись, малышка Шеба»
- 1952: премия Оскар за лучшую женскую роль — «Вернись, малышка Шеба»
- 1953: премия Тони за лучшую женскую роль в пьесе — «Время кукушки»
- 1962: премия Эмми за лучшую женскую роль в комедийном телесериале — «Хейзел»
- 1963: премия Эмми за лучшую женскую роль в комедийном телесериале — «Хейзел»

### Мелвин Дуглас
Мелвин Дуглас завершил Тройную корону в 1968 году. Он получил 2 номинации на премию Эмми (1 победа), 3 номинации на Оскар (2 победы) и 1 номинацию на Тони (1 победа), в общей сложности 4 победы из 6 номинаций.
- 1960: премия Тони за лучшую мужскую роль в пьесе — «Самый достойный»
- 1963: премия Оскар за лучшую мужскую роль второго плана — «Хад»
- 1968: премия Эмми за лучшую мужскую роль в мини-сериале или фильме — «Не уходи смиренно в сумрак вечной тьмы»
- 1979: премия Оскар за лучшую мужскую роль второго плана — «Будучи там»

### Пол Скофилд
Пол Скофилд завершил Тройную корону в 1969 году. Он получил 1 номинацию на премию Эмми (1 победа), 2 номинации на Оскар (1 победа) и 1 номинацию на Тони (1 победа), в общей сложности 3 победы из 4 номинаций. Скофилд также имеет самый короткий промежуток времени между вручением первой и третьей наградой — семь лет.
- 1962: премия Тони за лучшую мужскую роль в пьесе — «Человек на все времена»
- 1966: премия Оскар за лучшую мужскую роль — «Человек на все времена»
- 1966: премия Эмми за лучшую мужскую роль в мини-сериале или фильме — «Мужской род»

### Джек Альбертсон
Джек Альбертсон завершил Тройную корону в 1975 году. Он получил 5 номинаций на премию Эмми (2 победы), 1 номинацию на Оскар (1 победа) и 2 номинации на Тони (1 победа), в общей сложности 4 победы из 8 номинаций
- 1965: премия Тони за лучшую мужскую роль второго плана в пьесе — «Если бы не розы»
- 1968: премия Оскар за лучшую мужскую роль второго плана — «Если бы не розы»
- 1975: премия Эмми за лучшее выступление в варьете или музыкальной программе — «Шер»
- 1976: премия Эмми за лучшую мужскую роль в комедийном телесериале — «Чико и человек»

### Рита Морено
Рита Морено завершила Тройную корону в 1977 году. Она получила 6 номинаций на премию Эмми (2 победы), 1 номинацию на Оскар (1 победа) и 1 номинацию на Тони (1 победа), в общей сложности 4 победы из 8 номинаций. В 1972 году она также выиграла премию Грэмми и является одним из двух человек, которые достигли как Тройную корону, так и ЭГОТ.
- 1961: премия Оскар за лучшую женскую роль второго плана — «Вестсайдская история»
- 1975: премия Тони за лучшую женскую роль второго плана в пьесе — «Ритц»
- 1977: премия Эмми за лучшее выступление в варьете или музыкальной программе — «Маппет-шоу»
- 1978: премия Эмми в категории «Лучшая приглашённая актриса в драматическом телесериале» — «Досье детектива Рокфорда»

### Морин Стэплтон
Морин Стэплтон завершила Тройную корону в 1981 году. Она получила 7 номинаций на премию Эмми (1 победа), 4 номинации на Оскар (1 победа) и 6 номинаций на Тони (2 победы), в общей сложности 4 победы из 17 номинаций.
- 1951: премия Тони за лучшую женскую роль второго плана в пьесе — «Татуированная роза»— «»
- 1967: премия Эмми за лучшую женскую роль в мини-сериале или фильме — «Дороги, ведущие в Эдем»
- 1971: премия Тони за лучшую женскую роль в пьесе — «Пышная дама»
- 1981: премия Оскар за лучшую женскую роль второго плана — «Красные»